# العلاقات اليونانية البيلاروسية
العلاقات اليونانية البيلاروسية هي العلاقات الثنائية التي تجمع بين اليونان وروسيا البيضاء.

## مقارنة بين البلدين
هذه مقارنة عامة ومرجعية للدولتين:
| وجه المقارنة                                              | اليونان                                                                             | روسيا البيضاء                    |
| --------------------------------------------------------- | ----------------------------------------------------------------------------------- | -------------------------------- |
| المساحة (كم2)                                             | 131.96 ألف                                                                          | 207.60 ألف                       |
| عدد السكان (نسمة)                                         | 10.76 مليون                                                                         | 9.50 مليون                       |
| الكثافة السكانية (ن./كم²)                                 | 81.54                                                                               | 45.76                            |
| العاصمة                                                   | أثينا، نافبليو                                                                      | مينسك                            |
| اللغة الرسمية                                             | لغة يونانية، اليونانية الديموطيقية ‏                                                 | اللغة البيلاروسية، اللغة الروسية |
| العملة                                                    | يورو، دراخما، فينيكس يوناني ‏                                                        | روبل بلاروسي                     |
| الناتج المحلي الإجمالي (بليون دولار)                      | 200.29 مليار                                                                        | 54.44 مليار                      |
| الناتج المحلي الإجمالي (تعادل القوة الشرائية) بليون دولار | 285.45 مليار                                                                        | 168.35 مليار                     |
| الناتج المحلي الإجمالي الاسمي للفرد دولار أمريكي          | 18.00 ألف                                                                           | 5.74 ألف                         |
| الناتج المحلي الإجمالي للفرد دولار أمريكي                 | 26.85 ألف                                                                           | 18.18 ألف                        |
| مؤشر التنمية البشرية                                      | 0.865                                                                               | 0.798                            |
| رمز المكالمات الدولي                                      | +30                                                                                 | +375                             |
| رمز الإنترنت                                              | .gr                                                                                 | .by، .бел                        |
| المنطقة الزمنية                                           | توقيت شرق أوروبا، ت ع م+02:00، ت ع م+03:00، توقيت شرق أوروبا الصيفي ‏، أوروبا/أثينا ‏ | ت ع م+03:00                      |

## منظمات دولية مشتركة
يشترك البلدان في عضوية مجموعة من المنظمات الدولية، منها:
| علم المنظمة | اسم المنظمة                               | تاريخ انضمام اليونان | تاريخ انضمام روسيا البيضاء |
| ----------- | ----------------------------------------- | -------------------- | -------------------------- |
|             | اتفاقية السماوات المفتوحة                 | ?                    | ?                          |
|             | منظمة الأمن والتعاون في أوروبا            | 25 يونيو 1973        | 30 يناير 1992              |
|             | مؤسسة التمويل الدولية                     | 26 سبتمبر 1957       | 2 نوفمبر 1992              |
|             | منظمة حظر الأسلحة الكيميائية              | ?                    | ?                          |
|             | الأمم المتحدة                             | 25 أكتوبر 1945       | 24 أكتوبر 1945             |
|             | الاتحاد الدولي للاتصالات                  | 1866                 | 7 مايو 1947                |
|             | منظمة الشرطة الجنائية الدولية             | ?                    | ?                          |
|             | البنك الدولي للإنشاء والتعمير             | 27 ديسمبر 1945       | 10 يوليو 1992              |
|             | الاتحاد البريدي العالمي                   | ?                    | ?                          |
|             | المركز الدولي لتسوية المنازعات الاستشارية | 21 مايو 1969         | 9 أغسطس 1992               |
|             | وكالة ضمان الاستثمار متعدد الأطراف        | 30 أغسطس 1993        | 3 ديسمبر 1992              |
|             | يونسكو                                    | 4 نوفمبر 1946        | 12 مايو 1954               |
|             | مجموعة الموردين النوويين                  | ?                    | ?                          |

## وصلات خارجية
- موقع وزارة الخارجية اليونانية
- موقع وزارة الخارجية البيلاروسية